# Radio Magdalena
Radio Magdalena was een radiozender met oldies die uitzond voor heel Vlaanderen. Het station was een van de pioniers op de Vlaamse kabel, wat niet echt een succesverhaal werd. Sinds 1 juni 2005 was Radio Magdalena opnieuw actief maar nu als webradio. De uitzendingen werden op 30 september 2009 echter gestaakt wegens de steeds oplopende auteursrechten bij zowel Simim als Sabam.

## Format
Magdalena bracht muziek uit de jaren ’60, de pioniers uit de jaren ’50 en de topstars uit de jaren ’70. Veel voorkomende artiesten waren onder andere: The Beatles, Elvis Presley, The Beach Boys, Cliff Richard, The Supremes, ...

## Via de kabel
Per 9 augustus 1999 was Radio Magdalena via 95,2 MHz op het kabelnetwerk van de Antwerpse maatschappij ‘Integan’ te ontvangen.